# ویکتور ما
ویکتور ما (چینی ساده‌شده: 马伯骞; چینی سنتی: 馬伯騫; پین‌یین: Mǎ Bóqiān؛ زادهٔ ۲۰ مارس ۱۹۹۵) خواننده، ترانه‌سرا، رپر و بازیگر چینی آمریکایی است. او حرفهٔ خود را با دست یافتن به جایگاه دوم در برنامه رقابتی استعدادیابی چینی د کامینگ وان آغاز کرد. در سال ۲۰۱۸، ویکتور ما فعالیت انفرادی خود را با انتشار تک‌آهنگ «من بیدارم» آغاز کرد. در سال ۲۰۱۹، او نخستین آلبوم چندآهنگه خود را به نام بدون عنوان منتشر کرد. در سال ۲۰۲۰، او دومین آلبوم چندآهنگه خود را به نام کتاب درسی منتشر کرد. در سال ۲۰۲۱، او در فیلم کارآگاه محله چینی‌ها ۳ ایفای نقش کرد.